# Marsdenia parvifolia
Marsdenia parvifolia är en oleanderväxtart som beskrevs av T. S. Brandegee. Marsdenia parvifolia ingår i släktet Marsdenia och familjen oleanderväxter. Inga underarter finns listade i Catalogue of Life.